# Frente da Soberania de Maluku
A Frente de Soberania Maluku (em indonésio:  Front Kedaulatan Maluku; FKM) é um movimento secessionista na Ilha de Ambon, com o objetivo de restaurar a República das Molucas do Sul. Foi criado em 15 de junho de 2000 em Ambon.
Foram monitorados pelos militares indonésios por estocagem de armas e outras atividades.
Uma de suas atividades tem sido hastear a bandeira proibida da República das Molucas do Sul em locais públicos para comemorar uma tentativa malsucedida de secessão em 1950.
O líder da organização Alex Manuputty fugiu para os Estados Unidos, mas continua a apoiar a independência.